# WOM
WOM är en engelsk akronym som uttyds write only memory. WOM är vanligt på äldre[när?] grafikkort där det endast går att skriva till bilden med processorn men inte att läsa den. Vanligtvis har dessa minnen en buss om 8 eller 16 bitar mot huvudprocessorn samt en enbitars ROM-port i den andra ändan där grafikkortets processor läser de pixlar som skall visas en efter en i samma ordning som de visas på datorns skärm.